# Amon (Bíblia)
Segons la Bíblia, Amon (en hebreu אמון בן-מנשה Amon ben Menasheh) va ser el quinzè rei de Judà. Va regnar 2 anys entre 643-641 a.n.e. segons la cronologia tradicional, o entre 661-659 a.n.e. segons la cronologia bíblica.
Era fill del rei Manassès. Va començar a governar a l'edat de vint-anys i als dos anys de regnar el van assassinar els seus propis servents. "La gent de la terra [ʽam ha·ʼá·rets]” va matar els conspiradors, va posar el seu fill Josies al tron i va enterrar Amon "al jardí d'Uzà".